# Radiotelescopio

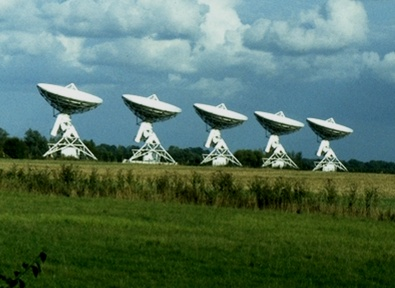
Radiotelescopi al Mullard Radio Astronomy Observatory vicino a Cambridge

Un radiotelescopio è un telescopio che, a differenza di quelli classici che osservano la luce visibile, è specializzato nel rilevare onde radio emesse dalle varie radiosorgenti sparse per l'Universo, generalmente grazie ad una grande antenna parabolica, o più antenne collegate. Il corrispondente campo dell'astronomia che si occupa della banda radio è detto radioastronomia.

## Descrizione
Il più grande radiotelescopio del mondo è il Radiotelescopio Fast in Cina che, con un diametro di mezzo chilometro, supera il Radiotelescopio Arecibo (300 m) in Porto Rico.
Il più grande radiotelescopio europeo è il Radiotelescopio Effelsberg, situato nei pressi di Bad Münstereifel in Germania. È costituito da un grande paraboloide di 100 m di diametro ed è uno dei due più grandi radiotelescopi orientabili del mondo (di poco più piccolo del Radiotelescopio di Green Bank in Virginia). Il radiotelescopio Effelsberg può essere ruotato di 360 gradi tramite una rotaia circolare di 64 m di diametro. Il peso totale della struttura è di 3200 t. In appena 12 minuti il telescopio può girare di 360° orizzontalmente e la parabola può essere inclinata in circa 5 minuti e mezzo. In tal modo è possibile osservare l'intero cielo sopra l'orizzonte.
L'area della parabola, di circa 7850 m², è importante per la rivelazione di segnali radio estremamente deboli, mentre il grande diametro permette di ottenere un alto potere risolutivo, ossia la più piccola distanza in cielo alla quale due oggetti diversi possono ancora vedersi separati. Alla lunghezza d'onda di 1,3 cm questa risoluzione è di 35 secondi d'arco, che è 2 volte più alta di quella dell'occhio umano nel visibile. Può essere impiegato per osservare radio emissione da oggetti nel cielo nell'intervallo di lunghezze d'onda da 90 cm fino a 3,5 mm. Il telescopio Effelsberg è in funzione dal 1972 ed è gestito dal Max-Planck-Institut für Radioastronomie.

Il radiotelescopio Effelsberg.

## Il metodo interferometrico
Nel 1974 Martin Ryle e Antony Hewish dell'Università di Cambridge hanno ricevuto il premio Nobel per aver inventato l'interferometria radioastronomica, che utilizza una combinazione di numerosi radiotelescopi, i quali possono essere usati come un'unica antenna "virtuale" più grande. Al giorno d'oggi, quasi tutti i radiotelescopi utilizzano la tecnica interferometrica. Il più grande raggruppamento di radiotelescopi è il Very Large Array (VLA) a Socorro (Nuovo Messico), USA. Nel 2008 il telescopio ALMA in Cile dovrebbe strappargli il primato. In Italia ci sono due radiotelescopi medi, a Medicina in Emilia-Romagna e Noto in Sicilia, entrambi singole parabole con un diametro di 32 m. A Medicina si trova anche un radiotelescopio più grande, una serie di archi di parabola disposte lungo due bracci della lunghezza di 560 e 625 m. Un terzo radiotelescopio inaugurato ed entrato in operatività nel 2013 è il Sardinia Radio Telescope costituito da una singola parabola con un diametro di 64 m.
La grandezza tipica di un radiotelescopio a parabola è di 25 m. Dozzine di tali radiotelescopi sono sparsi per il mondo.
Il grande diametro di questi telescopi è necessario perché le emissioni radio in arrivo dai corpi celesti sono debolissime. Tali grandi dimensioni pongono alcuni problemi costruttivi per la struttura che li sostiene, perché essa è necessariamente molto pesante ma deve comunque essere orientata e ruotata verso qualunque parte del cielo. Arecibo è così grande che la parabola è ancorata al suolo e inamovibile. A muoversi è invece il ricevitore sospeso al suo centro, ma il suo limitato arco di movimento limita le osservazioni possibili ad Arecibo ad una fascia relativamente stretta attorno all'equatore celeste.
La costruzione delle antenne è invece meno difficile di quanto possa sembrare, perché come ogni telescopio la loro superficie può permettersi di contenere errori non più grandi di una piccola frazione della lunghezza d'onda osservata. Mentre per i telescopi ottici questo comporta precisioni elevatissime (milionesimi di millimetro), per i radiotelescopi errori di interi millimetri sono a volte accettabili. Alcuni, come Arecibo, sono addirittura fittamente forati per ridurne il peso: finché i fori sono molto più piccoli della lunghezza d'onda osservata, l'osservazione non ne risentirà. La croce di Medicina è composta non da una superficie uniforme ma da una serie di fili tirati, vicini gli uni agli altri, per lo stesso motivo.

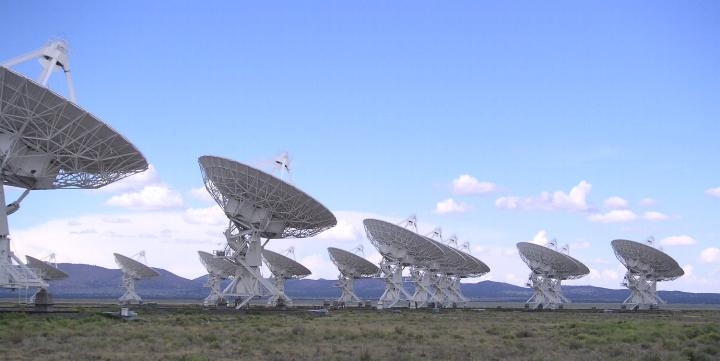
Very Large Array (VLA) a Socorro (Nuovo Messico, USA.

La debolezza delle emissioni radio celesti fa sì che i radiotelescopi moderni siano, grazie al loro grande diametro e alla sofisticata tecnologia dei ricevitori, estremamente sensibili. Questo rende a volte problematiche le osservazioni perché le interferenze terrestri, originate da sorgenti radio artificiali ben più potenti e vicine, vengono "viste" al posto degli oggetti celesti. È permanentemente in corso una battaglia "politica" in sordina tra la comunità astronomica e i vari governi sparsi per il mondo, per preservare almeno una parte dello spettro radio dalle onnipresenti emissioni terrestri, ma il peso economico di queste ultime è in genere preponderante.
I radiotelescopi possono osservare molti tipi di oggetti diversi: le pulsar radio o i quasar sono gli esempi più famosi e spettacolari, ma osservazioni egualmente importanti e possibili solo con i radiotelescopi sono la mappatura dell'idrogeno (che consente di ricavare la "geografia" della nostra e delle altre galassie in modo molto accurato) e la misura della abbondanze dei diversi elementi e molecole nello spazio. I radiotelescopi sono anche usati per compiti come la comunicazione con le sonde spaziali attualmente in viaggio, e per misure riguardanti il moto della Terra e la deriva dei continenti: le grandi lunghezze d'onda della banda radio rendono semplice il confronto tra radiotelescopi diversi sparsi per il mondo che osservano una stessa sorgente, sia in diretta sia in differita, utilizzando osservazioni registrate. Tali confronti possono rivelare il moto relativo di due radiotelescopi (e quindi della terra sottostante), oppure possono essere usate con tecniche di interferometria per eseguire osservazioni con radiotelescopi virtuali del diametro pari alla distanza tra i radiotelescopi effettivamente utilizzati, quindi nei casi estremi 12000 km.
I radiotelescopi sono occasionalmente usati anche nella ricerca di segnali radio emessi da ipotetiche civiltà extraterrestri (vedi il progetto SETI).